# Воля-Адамова
Воля-Адамова (пол. Wola Adamowa) — село в Польщі, у гміні Ходеч Влоцлавського повіту Куявсько-Поморського воєводства.
Населення — 151 особа (2011).
У 1975-1998 роках село належало до Влоцлавського воєводства.

## Демографія
Демографічна структура станом на 31 березня 2011 року:
|          | Загалом | Допрацездатний вік | Працездатний вік | Постпрацездатний вік |
| -------- | ------- | ------------------ | ---------------- | -------------------- |
| Чоловіки | 83      | 18                 | 55               | 10                   |
| Жінки    | 68      | 10                 | 41               | 17                   |
| Разом    | 151     | 28                 | 96               | 27                   |